# Râul Boianu
Râul Boianu este un curs de apă, unul din cei doi afluenți de stânga ai râului Valea Răchițelii.  Celălalt afluent de stânga este Râul Valea Borii.

## Generalități hidrografice
Râul Boianu nu are afluenți semnificativi.

## Hărți
- Harta Munților Poiana Ruscă  Arhivat în 12 martie 2010, la Wayback Machine.
- Harta Munților Retezat  Arhivat în 10 iulie 2012, la Wayback Machine.
- Harta județului Hunedoara